# Vogal
Vogal é todo fonema em cuja emissão o ar passa livremente pela boca (ou também pelo nariz), sem obstrução.
Também é como se denominam as letras que representam os sons vocálicos. Na língua portuguesa são cinco as letras usadas para representar vogais: A, E, I, O, U. Também há outras três letras que podem ser consideradas como vogais:
- L por ter o som /u/ (apenas no final das sílabas).
- W por ter som /u/.
- Y por ter som /i/.

Na maioria das línguas as vogais constituem o que se chama de cume silábico, ou seja, qualquer sílaba tem de possuir uma vogal, quer tenha consoantes ou não, sendo essa vogal o segmento fonético pronunciado com maior intensidade.

## Articulação
As características da articulação distinguem as diferentes qualidades das vogais. Daniel Jones elaborou o sistema de vogal cardinal, para descrever as vogais em termos comuns como a altura (posição vertical da língua), a posteridade (posição horizontal da língua) e o arredondamento (posição dos lábios). E também existem outras características como  a nasalização, a fonação, a posição da raiz da língua, e mais algumas outras características.

### Nasalização
São variações das vogais onde o ar é liberado também pelo nariz. As vogais nasais são encontradas em algumas línguas, as quais incluem, além do português, o francês, o polonês, o iorubá, o navajo e o cassúbio, além do dialeto sueco älvdalzmål.

### Altura
| Editar                                                                                | Anterior                                                                                    | Quase anterior                                                                              | Central                                                                                     | Quase posterior                                                                             | Posterior                                                                                   |
| Fechada                                                                               | \| i • y ɨ • ʉ ɯ • u ɪ • ʏ ɯ̽ • ʊ e • ø ɘ • ɵ ɤ • o ə ɛ • œ ɜ • ɞ ʌ • ɔ æ ɐ a • ɶ ä ɑ • ɒ \| | \| i • y ɨ • ʉ ɯ • u ɪ • ʏ ɯ̽ • ʊ e • ø ɘ • ɵ ɤ • o ə ɛ • œ ɜ • ɞ ʌ • ɔ æ ɐ a • ɶ ä ɑ • ɒ \| | \| i • y ɨ • ʉ ɯ • u ɪ • ʏ ɯ̽ • ʊ e • ø ɘ • ɵ ɤ • o ə ɛ • œ ɜ • ɞ ʌ • ɔ æ ɐ a • ɶ ä ɑ • ɒ \| | \| i • y ɨ • ʉ ɯ • u ɪ • ʏ ɯ̽ • ʊ e • ø ɘ • ɵ ɤ • o ə ɛ • œ ɜ • ɞ ʌ • ɔ æ ɐ a • ɶ ä ɑ • ɒ \| | \| i • y ɨ • ʉ ɯ • u ɪ • ʏ ɯ̽ • ʊ e • ø ɘ • ɵ ɤ • o ə ɛ • œ ɜ • ɞ ʌ • ɔ æ ɐ a • ɶ ä ɑ • ɒ \| |
| Quase fechada                                                                         | \| i • y ɨ • ʉ ɯ • u ɪ • ʏ ɯ̽ • ʊ e • ø ɘ • ɵ ɤ • o ə ɛ • œ ɜ • ɞ ʌ • ɔ æ ɐ a • ɶ ä ɑ • ɒ \| | \| i • y ɨ • ʉ ɯ • u ɪ • ʏ ɯ̽ • ʊ e • ø ɘ • ɵ ɤ • o ə ɛ • œ ɜ • ɞ ʌ • ɔ æ ɐ a • ɶ ä ɑ • ɒ \| | \| i • y ɨ • ʉ ɯ • u ɪ • ʏ ɯ̽ • ʊ e • ø ɘ • ɵ ɤ • o ə ɛ • œ ɜ • ɞ ʌ • ɔ æ ɐ a • ɶ ä ɑ • ɒ \| | \| i • y ɨ • ʉ ɯ • u ɪ • ʏ ɯ̽ • ʊ e • ø ɘ • ɵ ɤ • o ə ɛ • œ ɜ • ɞ ʌ • ɔ æ ɐ a • ɶ ä ɑ • ɒ \| | \| i • y ɨ • ʉ ɯ • u ɪ • ʏ ɯ̽ • ʊ e • ø ɘ • ɵ ɤ • o ə ɛ • œ ɜ • ɞ ʌ • ɔ æ ɐ a • ɶ ä ɑ • ɒ \| |
| Semifechada                                                                           | \| i • y ɨ • ʉ ɯ • u ɪ • ʏ ɯ̽ • ʊ e • ø ɘ • ɵ ɤ • o ə ɛ • œ ɜ • ɞ ʌ • ɔ æ ɐ a • ɶ ä ɑ • ɒ \| | \| i • y ɨ • ʉ ɯ • u ɪ • ʏ ɯ̽ • ʊ e • ø ɘ • ɵ ɤ • o ə ɛ • œ ɜ • ɞ ʌ • ɔ æ ɐ a • ɶ ä ɑ • ɒ \| | \| i • y ɨ • ʉ ɯ • u ɪ • ʏ ɯ̽ • ʊ e • ø ɘ • ɵ ɤ • o ə ɛ • œ ɜ • ɞ ʌ • ɔ æ ɐ a • ɶ ä ɑ • ɒ \| | \| i • y ɨ • ʉ ɯ • u ɪ • ʏ ɯ̽ • ʊ e • ø ɘ • ɵ ɤ • o ə ɛ • œ ɜ • ɞ ʌ • ɔ æ ɐ a • ɶ ä ɑ • ɒ \| | \| i • y ɨ • ʉ ɯ • u ɪ • ʏ ɯ̽ • ʊ e • ø ɘ • ɵ ɤ • o ə ɛ • œ ɜ • ɞ ʌ • ɔ æ ɐ a • ɶ ä ɑ • ɒ \| |
| Média                                                                                 | \| i • y ɨ • ʉ ɯ • u ɪ • ʏ ɯ̽ • ʊ e • ø ɘ • ɵ ɤ • o ə ɛ • œ ɜ • ɞ ʌ • ɔ æ ɐ a • ɶ ä ɑ • ɒ \| | \| i • y ɨ • ʉ ɯ • u ɪ • ʏ ɯ̽ • ʊ e • ø ɘ • ɵ ɤ • o ə ɛ • œ ɜ • ɞ ʌ • ɔ æ ɐ a • ɶ ä ɑ • ɒ \| | \| i • y ɨ • ʉ ɯ • u ɪ • ʏ ɯ̽ • ʊ e • ø ɘ • ɵ ɤ • o ə ɛ • œ ɜ • ɞ ʌ • ɔ æ ɐ a • ɶ ä ɑ • ɒ \| | \| i • y ɨ • ʉ ɯ • u ɪ • ʏ ɯ̽ • ʊ e • ø ɘ • ɵ ɤ • o ə ɛ • œ ɜ • ɞ ʌ • ɔ æ ɐ a • ɶ ä ɑ • ɒ \| | \| i • y ɨ • ʉ ɯ • u ɪ • ʏ ɯ̽ • ʊ e • ø ɘ • ɵ ɤ • o ə ɛ • œ ɜ • ɞ ʌ • ɔ æ ɐ a • ɶ ä ɑ • ɒ \| |
| Semiaberta                                                                            | \| i • y ɨ • ʉ ɯ • u ɪ • ʏ ɯ̽ • ʊ e • ø ɘ • ɵ ɤ • o ə ɛ • œ ɜ • ɞ ʌ • ɔ æ ɐ a • ɶ ä ɑ • ɒ \| | \| i • y ɨ • ʉ ɯ • u ɪ • ʏ ɯ̽ • ʊ e • ø ɘ • ɵ ɤ • o ə ɛ • œ ɜ • ɞ ʌ • ɔ æ ɐ a • ɶ ä ɑ • ɒ \| | \| i • y ɨ • ʉ ɯ • u ɪ • ʏ ɯ̽ • ʊ e • ø ɘ • ɵ ɤ • o ə ɛ • œ ɜ • ɞ ʌ • ɔ æ ɐ a • ɶ ä ɑ • ɒ \| | \| i • y ɨ • ʉ ɯ • u ɪ • ʏ ɯ̽ • ʊ e • ø ɘ • ɵ ɤ • o ə ɛ • œ ɜ • ɞ ʌ • ɔ æ ɐ a • ɶ ä ɑ • ɒ \| | \| i • y ɨ • ʉ ɯ • u ɪ • ʏ ɯ̽ • ʊ e • ø ɘ • ɵ ɤ • o ə ɛ • œ ɜ • ɞ ʌ • ɔ æ ɐ a • ɶ ä ɑ • ɒ \| |
| Quase aberta                                                                          | \| i • y ɨ • ʉ ɯ • u ɪ • ʏ ɯ̽ • ʊ e • ø ɘ • ɵ ɤ • o ə ɛ • œ ɜ • ɞ ʌ • ɔ æ ɐ a • ɶ ä ɑ • ɒ \| | \| i • y ɨ • ʉ ɯ • u ɪ • ʏ ɯ̽ • ʊ e • ø ɘ • ɵ ɤ • o ə ɛ • œ ɜ • ɞ ʌ • ɔ æ ɐ a • ɶ ä ɑ • ɒ \| | \| i • y ɨ • ʉ ɯ • u ɪ • ʏ ɯ̽ • ʊ e • ø ɘ • ɵ ɤ • o ə ɛ • œ ɜ • ɞ ʌ • ɔ æ ɐ a • ɶ ä ɑ • ɒ \| | \| i • y ɨ • ʉ ɯ • u ɪ • ʏ ɯ̽ • ʊ e • ø ɘ • ɵ ɤ • o ə ɛ • œ ɜ • ɞ ʌ • ɔ æ ɐ a • ɶ ä ɑ • ɒ \| | \| i • y ɨ • ʉ ɯ • u ɪ • ʏ ɯ̽ • ʊ e • ø ɘ • ɵ ɤ • o ə ɛ • œ ɜ • ɞ ʌ • ɔ æ ɐ a • ɶ ä ɑ • ɒ \| |
| Aberta                                                                                | \| i • y ɨ • ʉ ɯ • u ɪ • ʏ ɯ̽ • ʊ e • ø ɘ • ɵ ɤ • o ə ɛ • œ ɜ • ɞ ʌ • ɔ æ ɐ a • ɶ ä ɑ • ɒ \| | \| i • y ɨ • ʉ ɯ • u ɪ • ʏ ɯ̽ • ʊ e • ø ɘ • ɵ ɤ • o ə ɛ • œ ɜ • ɞ ʌ • ɔ æ ɐ a • ɶ ä ɑ • ɒ \| | \| i • y ɨ • ʉ ɯ • u ɪ • ʏ ɯ̽ • ʊ e • ø ɘ • ɵ ɤ • o ə ɛ • œ ɜ • ɞ ʌ • ɔ æ ɐ a • ɶ ä ɑ • ɒ \| | \| i • y ɨ • ʉ ɯ • u ɪ • ʏ ɯ̽ • ʊ e • ø ɘ • ɵ ɤ • o ə ɛ • œ ɜ • ɞ ʌ • ɔ æ ɐ a • ɶ ä ɑ • ɒ \| | \| i • y ɨ • ʉ ɯ • u ɪ • ʏ ɯ̽ • ʊ e • ø ɘ • ɵ ɤ • o ə ɛ • œ ɜ • ɞ ʌ • ɔ æ ɐ a • ɶ ä ɑ • ɒ \| |
| i • y ɨ • ʉ ɯ • u ɪ • ʏ ɯ̽ • ʊ e • ø ɘ • ɵ ɤ • o ə ɛ • œ ɜ • ɞ ʌ • ɔ æ ɐ a • ɶ ä ɑ • ɒ |                                                                                             |                                                                                             |                                                                                             |                                                                                             |                                                                                             |

O Alfabeto Fonético Internacional identifica sete diferentes alturas vocálicas.
- Vogal fechada (vogal alta)
- Vogal quase fechada
- Vogal semifechada
- Vogal média
- Vogal semiaberta
- Vogal quase aberta
- Vogal aberta (vogal baixa)

### Posteridade
O Alfabeto Fonético Internacional identifica cinco diferentes graus de posteridade.
- Vogal anterior
- Vogal quase anterior
- Vogal central
- Vogal quase posterior
- Vogal posterior

### Arredondamento
O termo arredondamento refere se as vogais são pronunciadas com os lábios arredondados ou não, na língua portuguesa, todas as vogais posteriores são arredondadas, enquanto as vogais anteriores e centrais não.

### Fonação
A fonação consiste nas vibrações das cordas vocais durante a articulação, na maioria das línguas no mundo as vogais são todas sonoras.

### Tensão
O contraste entre as tensões são comuns numa pequena quantidade de idiomas, principalmente nas línguas germânicas, como no caso da língua inglesa, geralmente usa-se mais o termo vogais longas e vogais curtas, como por exemplo, a diferença da pronuncia tensa de leap [liːp] e da lassa de lip [lɪp].

### ATR
O ATR (do inglês Advanced Tongue Root, raiz da língua adiantada), é uma característica muito comum nos idiomas africanos. O contraste entre a raiz da língua adiantada e a retraída se assemelham acusticamente com o contraste entre o tenso e o lasso, mas são articulados de maneira diferente. As vogais ATR envolvem uma notável tensão no aparelho vocal.

### R vocálico
Ocorrem em alguns idiomas, sendo o exemplo mais conhecido, o de muitos sotaques da língua inglesa, são as vogais que antecedem o R aproximante em finais silábicos, como em surfer [ˈsɝːfɚ] no inglês americano.

### Fechamentos secundários no aparelho vocal
A faringalização e epiglotalização ocorrem em alguns idiomas, são assemelhantes ao ATR, mas são acusticamente distintos.

## Encontros vocálicos
O encontro vocálico acontece quando há dois fonemas com sons vocálicos juntos em uma mesma palavra. Existem três tipos de encontros vocálicos: Ditongo, Tritongo e Hiato.

### Ditongo
Ditongo é o encontro de uma vogal e uma semivogal (e vice-versa), em uma mesma sílaba. O ditongo decrescente é o encontro sequencial de uma vogal com uma semivogal, o ditongo crescente da semivogal com a vogal.
Exemplos:
1. História → his-tó-ria
  1. ia, semivogal (i) com vogal (a).
2. Paixão → pai-xão
  1. ai, vogal (a) com semivogal (i).

### Tritongo
Tritongo é o encontro de uma vogal permeada por duas semivogais numa mesma sílaba.
Exemplos:
1. Iguais → i-guais
  1. uai, uma semivogal (u), seguido de vogal (a), seguido de uma semivogal (i).

### Hiato
Hiato é o encontro de duas vogais em sílabas diferentes.
Exemplos:
1. Ruído → ru-í-do
  1. u e i, duas vogais em sílabas diferentes.
2. Saúde → sa-ú-de
  1. a e u, duas vogais em sílabas diferentes.

## Vogal temática
É uma vogal que se acrescenta a alguns radicais, antes das desinências. Esse morfema é necessário em alguns casos para que uma palavra receba desinências ou sufixos. São classificadas em: nominais e verbais.
Vogais temáticas nominaisSão vogais como a, o ou e, acrescidas às palavras paroxítonas ou proparoxítonas.
Exemplos: bola, livro, estudante.
Vogais temáticas verbaisSão vogais como a, e ou i, acrescidas a radicais verbais. Estas vogais formam as chamadas conjugações. A vogal a caracteriza os verbos de 1ª conjugação, o e os de 2ª, e o i os de 3ª conjugação.
Exemplos: alegrar, torcer, sorrir.

## Tema
É a união entre o radical e a vogal temática.